# Reprezentacja Irlandii na Mistrzostwach Świata w Narciarstwie Klasycznym 2005
Reprezentacja Irlandii na Mistrzostwach Świata w Narciarstwie Klasycznym 2005 w Oberstdorfie składała się z jednego zawodnika. Był nim biegacz narciarski, Rory Morrish.

## Wyniki

### Biegi narciarskie

#### Mężczyźni
15 km stylem dowolnym
- Rory Morrish - 117. miejsce